# 大久保忠員
大久保 忠員（おおくぼ ただかず）は、戦国時代から安土桃山時代にかけての武将。徳川氏の家臣で蟹江七本槍の一人。
徳川家康の祖父・松平清康の頃から3代に渡って仕えた宿将。
天文6年（1537年）、松平広忠が伊勢国に逃れた際には、兄・大久保忠俊と共に岡崎城に帰参させた。天文11年（1542年）、松平信孝の反抗において、弟・忠久が信孝側についた時、兄・忠俊と共に忠久を説得して広忠側に帰順させた。
弘治元年（1555年）の蟹江城攻めにおいて戦功をあげ、「蟹江七本槍」の一人に称された。永禄6年（1563年）の三河一向一揆では上和田城を守備して活躍した。

## 登場作品
- 『徳川家康』 （NHK大河ドラマ 1983年)、演：中田譲治

## 参考
- 『寛政重修諸家譜』巻第707